# 德罗根
德罗根（德語：Drogen，發音：[ˈdʁoːɡn̩] ⓘ）是德国图林根州阿尔滕堡地区县曾经的一个市镇，面积4.28平方千米，2017年12月31日人口为123人。2019年1月1日，德罗根与另外4个市镇并入市镇施默尔恩。